# 内波穆克
内波穆克（捷克語：Nepomuk）是捷克共和国比尔森州的一座城镇，濒临Mihovka 河，位于该州首府比尔森以南30公里。 
波穆克村于1144年首次见于记载，当时在附近建立了一座熙笃会隐修院。1384年，波穆克与附近的 Přesanice 合并，更名为内波穆克，1413年获得城市地位。
内波穆克是臬玻穆的若望的故乡，圣人于1340年前后出生于此。